# Chiesa di San Giorgio (Sofia)
La chiesa di San Giorgio (bulgaro: Ротонда „Свети Георги“, Rotonda "Sveti Georgi") è una chiesa a pianta circolare di epoca paleocristiana edificata a Serdica, nome antico di Sofia in Bulgaria: costruita in laterizio rosso, è considerata il più antico edificio della capitale bulgara.
L'edificio fu eretto dai Romani nel IV secolo come struttura a cupola cilindrica su base quadrata. Si presume che l'edificio religioso sia stato eretto sul sito di un precedente tempio pagano. È famosa per i suoi affreschi interni del XII, XIII e XIV secolo, di cui finora sono stati scoperti tre strati. Lo strato più antico è datato al X secolo. Nella cupola si trova un affresco alto due metri che raffigura 22 profeti. L'affresco era stato cancellato durante la dominazione ottomana in Bulgaria, quando la chiesa era stata adibita a moschea. Gli affreschi sono stati scoperti e restaurati nel XX secolo.

## Storia ed architettura
La chiesa si trova nel cortile tra l'Hotel Balkan di Sofia e la sede del Presidente della Bulgaria. Il livello del suolo della chiesa e delle rovine che la circondano è più basso di diversi metri rispetto all'attuale livello stradale di Sofia. Probabilmente l'edificio più antico di Sofia, fu eretto durante il regno degli imperatori Galerio e Costantino il Grande.
L'edificio fa parte di un complesso archeologico più ampio. Dietro l'abside si trovano altre rovine antiche, come un tratto di strada romana con strutture di drenaggio conservate, un pozzo di una basilica più grande - un edificio pubblico, nonché i resti di altri edifici più piccoli. Uno degli edifici era dotato di ipocausto. Gli esperti lo descrivono come l'edificio più bello del cosiddetto quartiere costantiniano di Serdica, dove sorgeva il palazzo dell'imperatore Costantino il Grande e poi di Kaloyan. È stato costruito con mattoni rossi e ha un design simmetrico. Al centro si trova un edificio a cupola con pianta rotonda su base quadrata. Agli angoli dello zoccolo sono state ricavate nicchie semicircolari. La rotonda è stata utilizzata per i battesimi cristiani fin dal IV secolo. La cupola raggiunge un'altezza di 13,70 metri dal suolo. Nel corso dei secoli è stata utilizzata come edificio pubblico, religioso e di rappresentanza.
L'interno della chiesa è stato ripetutamente affrescato e ridipinto, di cui si possono rintracciare cinque strati. Gli affreschi più antichi risalgono al periodo romano-bizantino del IV secolo e raffigurano motivi floreali. Il secondo strato è medievale, risale al X secolo e raffigura angeli. Il terzo strato di affreschi risale ai secoli XI e XII e raffigura profeti e scene di Cristo e dell'Assunzione in un fregio. Il quarto strato del XIV secolo mostra il ritratto di un vescovo sopra l'ingresso settentrionale. Il quinto strato con motivi ornamentali è di origine islamica.
Per un certo periodo, nella chiesa furono conservate le reliquie del patrono della Bulgaria, San Giovanni di Rila. Secondo la leggenda, il sovrano bizantino Manuele Comneno fu guarito con l'aiuto delle reliquie. Le reliquie furono rubate dagli ungheresi nel 1183, durante il regno di Béla III, quando conquistarono, distrussero e saccheggiarono la città con le truppe alleate dei serbi e dei magiari. Dopo un breve soggiorno nella capitale Esztergom, le reliquie furono restituite alla Bulgaria nel 1187 e trasferite solennemente nel monastero di Rila nel 1469. Le reliquie del re serbo beatificato Stefan Milutin riposarono prima nel monastero e poi furono trasferite nella Cattedrale di Sveta Nedelja.
Durante la dominazione ottomana nel XVI secolo, la chiesa fu convertita in moschea. A metà del XIX secolo, dopo la fine del dominio musulmano, la Rotonda, la Chiesa di Santa Sofia e la Moschea di Sofia (oggi Museo Archeologico Nazionale) furono abbandonate dai musulmani. Poco tempo dopo, la Bulgaria restituì la chiesa alla sua funzione originaria di luogo di culto cristiano. Dal 1895 fino alla sua sepoltura nel proprio mausoleo nel 1897, fu il luogo di riposo di Alessandro Conte Hartenau, che come Alessandro I di Battenberg fu il primo principe della Bulgaria moderna. A parte il fatto che la Rotonda di San Giorgio è più piccola, è molto simile alla Tomba di Galerio di Salonicco.